# کاروانسرای روستای کبود گنبد
کاروانسرای روستای کبود گنبد مربوط به دوره صفوی -اوایل دوره قاجار است و در شهرستان پاکدشت، بخش شریف‌آباد، روستای کبودگنبد واقع شده و این اثر در تاریخ ۱ مهر ۱۳۸۲ با شمارهٔ ثبت ۱۰۳۲۵ به‌عنوان یکی از آثار ملی ایران به ثبت رسیده است.